# Джаксънвил (Северна Каролина)
Вижте пояснителната страница за други значения на Джаксънвил.
Джаксънвил е град в щата Северна Каролина, САЩ. Населението му е 77 343 жители (2010 г.), а общата площ 117 km². Основан е през 1757 г., а получава статут на град през 1842 г. Намира се на 4,60 m н.в. ZIP кодове са му 28540, 28541, 28542, 28543, 28544, 28545, 28546, а телефонният код – 910.